# Mars 1
Mars 1, conosciuta anche come 1962 Beta Nu 1, Mars 2MV-4 e Sputnik 23 (fu originariamente nominato Sputnik 30 dall'U.S. Naval Space Command Satellite Situation Summary), fu una sonda interplanetaria automatica sovietica, lanciata il 1º novembre del 1962 con destinazione Marte. Fu la prima sonda spaziale a far parte del Programma Mars e il suo compito era di sorvolare il pianeta ad una distanza di circa 11.000 km. Fu progettata per scattare e inviare foto della superficie del pianeta, studiare la radiazione cosmica, rilevare gli impatti di micrometeoriti, il campo magnetico di Marte, la sua struttura atmosferica e possibili composti organici.

## La sonda
Mars 1 era una sonda del tipo Venera modificata nella forma di un cilindro di 3,3 m di lunghezza e 1 m di diametro. La lunghezza totale della navicella era di 4 metri, compresi i pannelli solari e i radiatori aperti. Il cilindro fu diviso in due scomparti; la parte superiore alta 2,7 m conteneva il modulo orbitale e i sistemi di guida e propulsione. Il secondo alloggiamento, alto solo 0,6 metri, alloggiava tutta la strumentazione scientifica. Per le comunicazioni con la terra, Mars 1 era equipaggiata con un'antenna parabolica ad alto guadagno di 1,7 metri di diametro, più una antenna omnidirezionale e un'antenna semi-direzionale. L'energia elettrica era fornita da due pannelli solari fotovoltaici, posti ai lati della sonda, per una superficie totale di 2,6 m²; l'energia prodotta veniva immagazzinata in un accumulatore nichel-cadmio da 42 Ah.
Le comunicazioni via radio erano affidate sia ad un trasmettitore UHF montato nel modulo orbitale il quale utilizzava l'antenna ad alto guadagno, sia ad un trasmettitore VHF collegato all'antenna omnidirezionale. Le immagini video erano trasmesse tramite un trasmettitore con lunghezza d'onda di 8 centimetri (SHF) posto nell'alloggiamento della strumentazione scientifica. Il controllo della temperatura era affidato sia ad un sistema interno binario gas-liquido, sia a dei radiatori emisferici montati alle estremità dei pannelli solari. La strumentazione scientifica di bordo comprendeva anche: un magnetometro, il sistema di ripresa immagini, un riflettometro spettrale, sensori di radiazione, uno spettrografo per studiare le bande di assorbimento dell'ozono e un rilevatore di micrometeoriti.

## La missione
Dopo aver lasciato l'orbita terrestre, Mars 1 si separò dal booster e dispiegò con successo i pannelli solari. I primi dati della telemetria misero in risalto una perdita di gas dal sistema di orientamento pertanto il controllo della navicella fu affidato al sistema giroscopico. In totale, la sonda trasmise dati a terra per sessantuno volte, inizialmente a intervalli di due giorni e poi a cinque giorni, fornendo una grande quantità di informazioni sull'ambiente interplanetario. Il 21 marzo del 1963, quando Mars 1 aveva raggiunto una distanza di 106.760.000 km dalla Terra, le comunicazioni si interruppero bruscamente, probabilmente a causa di un guasto nel sistema di orientamento dell'antenna. Comunque il viaggio della sonda continuò e il 19 giugno 1963 passò a circa 193 000 km da Marte e dopodiché entrò in orbita eliocentrica.

## Risultati scientifici
Mars 1 rilevò un impatto da micrometeoriti ogni due minuti tra i 6.000 e i 40.000 km di altitudine, ma tale densità di micro particelle rimase simile fino a 20-40 milioni di km dalla Terra. Le micrometeoriti rilevate appartenevano allo sciame meteorico delle Tauridi. Fu anche misurata l'intensità del campo magnetico interplanetario, che risultò essere di 3-4 nanotesla (nT), con picchi di 6-9 nT. Misurazioni furono anche effettuate sia sul vento solare che sui raggi cosmici, dimostrando che la loro intensità era più che raddoppiata dal 1959. Mars 1 confermò anche la grandezza precedentemente rilevata delle fasce di van Allen.